# Garganornis ballmanni
Garganornis ballmanni (лат.) — вид ископаемых птиц, единственный в составе рода Garganornis из семейства утиных. Южная Италия (Gargano; 41,8°N, 15,4°E), миоцен (обитал во временном промежутке от 6 до 9 млн лет назад).

## Описание
Крупнейший ископаемый гусь, рост до 1,5 м, предполагаемый вес мог составлять от 15 до 22 кг (крупнейший современный представитель лебедь-шипун почти вдвое легче). У него были короткие крылья, поэтому предполагается, что ископаемый вид был нелетающим.
Морфологический анализ костного материала позволил выяснить, что на пястно-запястной кости крыла (кратометакарпус) имелись шпоры, предназначенные для нанесения сильных ударов и тяжёлых повреждений. У современных видов птиц, имеющих такие шпоры, они служат для борьбы друг с другом за территорию.

## Этимология
Родовое название Garganornis происходит от имени итальянской горной местности Монте-Гаргано на полуострове Гаргано в провинции Фоджа области Апулия. Видовое название дано в честь немецкого палеонтолога Петера Балльмана (Peter Ballmann), известного своими трудами по ископаемым птицам этого региона.